# 国民議会 (モーリシャス)
国民議会（こくみんぎかい、英: National Assembly、仏: Assemblée Nationale）は、モーリシャス共和国の立法府である。

## 概要
- 設置年：1992年
- 任期：5年
- 定数：70
- 選挙制度（憲法第31条第2項、第1附則第1条、第1附則第5条）：
  - 62人：合計21選挙区から選挙区あたり3人選出（ロドリゲス島のみ2人選出）。完全連記制（各選挙権者は選挙区の定数だけ票数を持つ）。
    - 選挙権者：18歳以上のイギリス連邦市民であり、かつ、モーリシャスに2年以上居住している者。精神障害を患っている者、選挙犯罪者などは権利を喪失する。[1]
    - 被選挙権者：選挙権者と同条件だが、それに加えて国民議会での活動が可能なだけの英語の読み書き能力が必要。他の欠格要件として、破産者なども含まれる。[1]

  - 8人：補償議席（コミュニティ間で公平かつ適切な代表が選出されることを目的として、一定の手順に従い落選者の中から復活当選）